# Nowthen, Minnesota
Nowthen là một thành phố thuộc quận Anoka, tiểu bang Minnesota, Hoa Kỳ. Năm 2010, dân số của thành phố này là 4443 người.

## Dân số
- Dân số năm 2000: 3557 người.
- Dân số năm 2010: 4443 người.